# Anna (Zeitschrift)
Anna ist ein monatlich erscheinendes Handarbeits-Magazin aus der OZ-Verlags-GmbH (nachmals OZ Druck und Verlag), Rheinfelden.
Die verkaufte Auflage lag im Januar 2015 bei 36.766 nach IVW-Angaben.
Die Zeitschrift Anna ist ein Handarbeitsmagazin, das Anleitungen zeigt, mit denen Leserinnen Wohnaccessoires wie Tischdecken, Tischsets, Vorhänge, Gardinen oder Kissen und andere nützliche und dekorative Dinge gestalten können. Dabei gibt es Modelle zu allen gängigen Handarbeitstechniken wie Nähen, Häkeln, Stricken und Sticken. In vielen Ausgaben werden auch traditionelle Techniken vorgestellt, etwa für Klöppeln, Richelieu-Stickerei oder Occhi – teilweise mit detaillierten Lehrgängen. Die Auswahl der Modelle erfolgt je nach Saison, jahreszeitliche Themen wie Weihnachten oder Ostern werden aufgegriffen. In jeder Ausgabe finden sich zudem vier bis fünf Anleitungen für Pullover, Jacken oder Accessoires zum Stricken oder Häkeln.
Ursprünglich erschien die Zeitschrift Anna im Verlag Aenne Burda GmbH & Co. KG, Offenburg. Dort wurde sie im Jahr 2007 eingestellt. Danach wurde sie weiter von der Vikant Crafts Publishing, einem Tochterunternehmen der Hubert Burda Media und der US-amerikanischen Vikant Holding Corporation, Chicago, verlegt. Als sich die Mediengruppe Hubert Burda Media im April 2011 von ihrer Mehrheitsbeteiligung an Vikant Crafts Publishing trennte, verkaufte sie die Anna sowie auch ihr renommiertes Strickmagazin Verena an die OZ-Verlags-GmbH, Rheinfelden.
Seit April 2011 erscheint die Anna im OZ Verlag. Der OZ Verlag führte die beiden Handarbeitstitel Anna und Lena in eine Zeitschrift zusammen. Der auf dem Markt schon länger bewährte Name „Anna“ wurde dabei übernommen. In Österreich erscheint die Anna heute unter dem Namen „Lena“.
Anna wird in verschiedenen Sprachen für den internationalen Markt veröffentlicht.
Zusätzlich bringt der OZ Verlag Sonderhefte unter dem Titel „Anna Special“ heraus. Diese Ausgaben widmen sich immer einem Spezial-Thema, sei es einer bestimmten Technik z. B. Hardanger oder Filethäkeln oder zu bestimmten Modellarten, wie Kinderpullover, Handschuhe, Christbaumschmuck. Alle Sonderhefte beinhalten ausschließlich Handarbeits-Themen.